# 2016年問題
2016年問題（2016ねんもんだい）とは、2020年の東京オリンピックに向けて、東京都や首都圏のうち主に東京圏各地の劇場やコンサートホールが改修工事などのために閉鎖し、コンサート用の施設が不足するとされた、日本における年問題である。

## 概要

### 問題の表面化
2020年の東京オリンピックに向けて、大型施設の改修や建て替えが重なってしまい、ライブやコンサートのみならず、バレエや伝統芸能やクラシック音楽の公演会場を予約できなくなってしまう問題である。青山劇場や五反田ゆうぽうとなどの閉鎖により、10年間で約2万5,000席分が失われた。2013年までに、新宿コマ劇場・東京厚生年金会館・九段会館講堂・普門館大ホール・横浜BLITZなど閉鎖施設が相次ぎ、それが会場不足に拍車を掛けている。
さらに大型の会場（アリーナ級）が使えないため、大規模な公演を行う開催者が中規模会場（ホール級）の複数日程占有に走り、さらにその煽りを受けて中小規模の開催者が、ホール級から小規模な会場（ライブハウスなど）の占有に走る、と言う連鎖的な事象により、多くの会場の稼働率がほぼ100パーセントとなり、全体的に会場不足が深刻化している。
また、全国ツアー公演を行う開催者にとっては、首都圏・関西圏など、大都市圏以外の地方公演は、大都市圏での公演の利益を元手にして、地方公演での利益僅少ないし赤字を補填していることが多いことから、首都圏以外の地方会場の存在が、首都圏の会場不足の穴埋めとなるものではないとしている。利用できる会場が減る中で、ライブの需要は増え続けており、2014年の観客動員数は2008年の2倍となっている。
2016年問題の直接の影響を受けた団体等は、1月の段階で存在しつつある。乃木坂46はデビュー記念ライブの開催延期を決定している。
2016年5月、東京都庁は緊急の取り組みとして、ホールや野外コンサート会場の情報収集、日本国政府への提言を行っている。
一方で、近年の新規開業や計画としてZepp Divercity（2012年）、EX THEATER ROPPONGI（2013年）、KT Zepp Yokohama（2020年春）、Zepp Haneda (TOKYO)（2020年夏）、大阪圏でもZepp Osaka Bayside（2017年2月）などがあり、主要アリーナ級会場の閉鎖も一部では比較的短期間であり、またこれまでの交通至便な東京・横浜中心部から、やや離れた郊外の公共ホール会場に開催を移す動きもあり、「2016年問題」はそこまで深刻ではないと言う意見もあった。また、施設会場の供給が細くなる分の埋め合わせとして、夏に「ロック・フェスティバルを増やすこと」によって、不足分をカバーするという意見もあった。

### 背景
日本経済新聞は、この問題の原因の1つとして特に、民主党政権における「事業仕分け」を挙げており、一例として東京厚生年金会館の閉鎖を指摘する。また、バブル期に建設された建物が、東日本大震災を受けて耐震補強工事も含めて施設改修時期に差し掛かっている事もあり、さらに前述の2020年の東京オリンピックに向けての施設改修も追い打ちを掛けている、としている。

### その後
コンサートプロモーターズ協会の統計によれば、2016年の年間公演回数・動員数は前年を超えたものの伸び率は従来より鈍化、総売上額は若干の前年割れであった。リアルサウンドの久蔵千恵は、2018年の記事で「さほど大きな問題ではなかったように映る」「東京オリンピックの会期前後に会場が使用できないことのほうが問題」と評した。
ぴあ総研の統計によれば、2016年のライブ・エンタテインメント市場 の規模は5年ぶりの前年割れであった。「主に音楽市場において大規模会場（アリーナ級）での公演回数が減少し、1公演あたりの動員数が低下した」ことにより伸び悩んだが、「動員1人あたりの単価は上昇しており、市場規模の減少は比較的軽微に留まった」との見解を示している。
2019年時点で会場不足はほぼ元の状態に戻り、大規模会場（アリーナ級）についてはより充実していく見込み。ただし、2000人程度の中規模会場（ホール級）についてはいまだ不足ぎみである。
2017年以降のライブ・エンタテインメント市場は右肩上がりで拡大していったが、新型コロナウイルス感染症の世界的流行により2020年の市場規模は激減することとなる。

## 関連する施設
2016年前後に改修や建て替え、閉鎖される主要な施設。 なお、短期間の一時閉鎖や営業を続けながらの改修工事については原則として含めていない。△は再開済みの施設。
2014年 - 2016年
- SHIBUYA-AX - 2014年に閉鎖
- △国立競技場（国立霞ヶ丘競技場陸上競技場→国立競技場） - 2014年から建て替えのため閉鎖、2019年12月開場
- 青山劇場 - 2015年1月に閉鎖、改修が計画されたが断念
- 津田ホール - 2015年3月に閉鎖、2018年に解体され現在は広場「梅公園」として整備
- △日本青年館 - 2015年3月に移転のため閉鎖、2017年8月に移転再開済み
- ゆうぽうと - 2015年9月に閉鎖、多目的ホールを含む後継施設「五反田JPビルディング」が2024年4月に開業
- △渋谷公会堂 - 2015年10月建て替えのため閉鎖、2019年10月に再開済み
- △横浜アリーナ - 2016年1月 - 7月に改修のため閉鎖（再開済み）
- △さいたまスーパーアリーナ - 2016年2月改修のため閉鎖（5月に再開済み）
- △豊島公会堂 - 2016年2月に建て替えのため閉鎖、2019年11月に東京建物 Brillia HALLがオープン
- 日比谷公会堂 - 2016年4月に改修工事のため閉鎖、再開は2029年頃を予定

2017年 - 2020年
- △サントリーホール - 2017年2月 - 8月に改修のため閉鎖（再開済み）
- △代々木第一体育館 - 2017年7月2日から2年間程度、改修のため閉鎖（再開済み）
- △東京国際フォーラム - 2017年 - 2019年9月頃まで5つのホールで改修のため各々数ヶ月程度閉鎖
- △神奈川県民ホール - 2017年7月 - 2018年5月に改修のため閉鎖（再開済み）
- △日本武道館 - 2019年9月より改修のため閉鎖、2020年7月に完成

それ以降の予定
- 国立劇場・国立演芸場 - 2023年10月より建て替え、2029年度完成予定
- 中野サンプラザ - アリーナ施設に建て替え予定（2023年7月より）

## 地方での2016年問題類似の事象
首都圏のほか、もともとライブ施設の供給が潤沢でなかったり、特定の少数施設に対する依存度が高い地方でも同様の問題が取り上げられることもある。

### 福岡圏
西日本新聞 は、福岡市・福岡都市圏において、Zepp Fukuokaの閉鎖（2016年5月）を例に挙げている。福岡圏・九州圏においてほぼ唯一の大型ライブハウス（いわゆる「大箱」）が無くなる事の影響の大きさを取り上げている。また、首都圏のように2016年直近の問題ではないが、近年Zepp Fukuokaを始め福岡圏でも施設会場の閉鎖などが増加傾向にあることを指摘している。なおZepp Fukuokaは2018年12月に再開した。
福岡圏では、公共事業や商業施設の再開発に伴い、施設会場の一時閉鎖や移転を余儀なくされる事例が増加傾向である。2015年12月時点の「HKT48劇場」は、ホークスタウンモールの再開発事業に伴い退去。福岡市民会館は、詳細未定であるが、近年の建て替え移転予定が取り沙汰されている。福岡サンパレスは、博多港地区のウォーターフロント再開発事業に伴い、詳細は未だ決まっていないが、新設移転（代替ホールを新たに建設、移転してから閉鎖予定）なども取り沙汰されている。その一方で、福岡県久留米市の「久留米シティプラザ ザ・グランドホール」の新規開設（2016年4月）などもある。
2016年頃までに閉鎖済みなど
（△は再開済み、再開予定（半年以内）の施設）
- メルパルクホール福岡 - 2007年3月に閉鎖
- 電気ホール - 2009年4月に閉鎖
- ビルボードライブ福岡 - 2009年8月に閉鎖
- あるあるYY劇場 - 2015年12月に閉鎖
- HKT48劇場 - 2016年3月末に閉鎖後は西鉄ホールを共用、2020年秋に再開済み
- △Zepp Fukuoka - 2016年5月に閉鎖、2018年12月に再開済み
- ライブハウス・ハートビート - 2017年12月に閉鎖

2016年頃以降に改装、閉鎖などの予定があるもの
- キャナルシティ劇場 - 2016年6月から3年間(後に2022年まで延長)劇団四季の専用劇場化
- 福岡市民会館 - 須崎公園に移転予定（移転時期未定）
- 福岡サンパレス - 博多港地区のウォーターフロント再開発事業に伴い閉鎖予定（閉鎖時期未定）

### 名古屋圏
産経新聞では、名古屋市圏での会場不足問題を「（平成）30年問題」（2018年）として取り上げている。2016年頃から会場の閉鎖、閉鎖予定が相次いでおり逼迫的状況にあるとする。
2016年頃までに閉鎖済みなど
（△は再開済み、再開予定（半年以内）の施設）
- 名古屋厚生年金会館 - 2008年に閉鎖
- 愛知県勤労会館 - 2008年に閉鎖
- △愛知県芸術劇場 - 2019年4月まで各ホールごとに改修工事
- △名古屋市公会堂 - 2017年4月 - 2019年3月まで改修工事で閉鎖

2016年以降に改装、閉鎖などの予定があるもの
- 愛知県体育館 - 2018年以降改修 - 2025年に愛知国際アリーナとして移転
- △名古屋市総合体育館（日本ガイシホール） - 2019年1月 - 2020年7月まで改修工事で閉鎖